# Pinguicula imitatrix
Pinguicula imitatrix är en tätörtsväxtart som beskrevs av S. Jost Casper. Pinguicula imitatrix ingår i släktet tätörter, och familjen tätörtsväxter. Inga underarter finns listade i Catalogue of Life.